# Anna Casagrande
Anna Casagrande (Milano, 26 aprile 1958) è una cavallerizza italiana, vincitrice di una medaglia d'argento nel concorso completo a squadre di equitazione ai Giochi olimpici di Mosca 1980.

## Carriera
In aggiunta alla medaglia d'argento conquistata con la squadra, alle Olimpiadi di Mosca 1980 si classifico al 5º posto nella gara individuale di completo.

## Palmarès
| Anno | Manifestazione  | Sede  | Evento                      | Risultato |
| ---- | --------------- | ----- | --------------------------- | --------- |
| 1980 | Giochi olimpici | Mosca | Concorso completo a squadre | Argento   |